# Fred Ebb
Fred Ebb (8 april 1928 - 11 september 2004) was een Amerikaans tekstschrijver.
Hij schreef de teksten van Broadway-musicals als Cabaret, Chicago, Kiss of the Spider Woman, New York, New York en Zorba.
Hij schreef vooral veel materiaal voor Liza Minnelli.
De meeste roem vergaarde hij in 1977 met de titelsongtekst van New York, New York. Deze werd de laatste grote hit van Frank Sinatra.
- Bibsys: 90383612
- Biblioteca Nacional de España: XX853064
- Bibliothèque nationale de France: cb13995381v (data)
- CiNii: DA12284175
- Gemeinsame Normdatei: 129293318
- International Standard Name Identifier: 0000 0001 1065 775X
- KulturNav: 537533c5-c476-4312-a382-be5f4eafc252
- Library of Congress Control Number: n84043614
- Nationale Bibliotheek van Letland: 000256000
- MusicBrainz: f0c93766-cab0-4968-8052-78657273f72b
- Bibliotheek van het Japanse parlement: 00912287
- Nationale Bibliotheek van Tsjechië: xx0008719
- Nationale bibliotheek van Australië: 35054576
- Nationale Bibliotheek van Israël: 987007306191405171
- Nationale en Universitaire bibliotheek Zagreb: 000192152
- Nederlandse Thesaurus van Auteursnamen: 069645965
- RKD-Nederlands Instituut voor Kunstgeschiedenis: 441203
- Istituto Centrale per il Catalogo Unico: MODV129112
- SNAC: w6c06x0p
- Système universitaire de documentation: 078009499
- Trove: 813314
- Union List of Artist Names: 500699241
- Virtual International Authority File: 61741820
- WorldCat: E39PBJqk3XxXtYFmgjgbmPKrv3